# Vykázání
Vykázání je faktický procesní úkon, který provádí Policie ČR, pokud je dáno reálné nebezpečí, že se určitá osoba dopustí vůči jiné osobě, se kterou žije ve společném obydlí, závažného útoku proti životu, zdraví, svobodě nebo proti lidské důstojnosti.
Policista je oprávněn nebezpečnou osobu vykázat i v její nepřítomnosti. Vykázání se jinak oznámí vykázané i ohrožené osobě ústně během realizace a zároveň se vyhotoví písemné potvrzení o vykázání, jehož součástí je především vymezení prostoru, na který se vykázaní vztahuje, identifikace ohrožené a vykázané osoby a poučení o jejich právech a povinnostech. Toto potvrzení se zasílá příslušnému intervenčnímu centru a soudu, který je příslušný k rozhodnutí o návrhu na vydání předběžného opatření. Pokud ve společném obydlí žije nezletilá osoba, zasílá se kopie navíc i příslušnému orgánu sociálně-právní ochrany dětí.
Nesouhlasí-li vykázaný s vykázáním, může proti němu na místě, případně do 3 dnů od doručení potvrzení o vykázání, podat námitky, které policista předá bez zbytečného odkladu krajskému ředitelství Policie ČR. Shledá-li příslušné krajské ředitelství, že podmínky pro vykázání nebyly splněny, vykázání ukončí a o této skutečnosti bez zbytečného odkladu ohroženou i vykázanou osobu vyrozumí.
Vykázaný je povinen:
- neprodleně opustit prostor vymezený policistou v potvrzení o vykázání
- zdržet se vstupu do tohoto prostoru
- zdržet se styku nebo navazování kontaktu s ohroženou osobou
- vydat policistovi všechny klíče od společného obydlí

Vykázaný má právo vzít si před opuštěním společného bydlí věci sloužící jeho osobní potřebě, osobní cennosti a doklady, dále si v průběhu vykázání může ze společného obydlí vzít věci nezbytné pro podnikání nebo pro výkon povolání, ale to pouze jednou a v přítomnosti policisty. Policista je navíc povinen mu poskytnout informace o možnostech dalšího ubytování a v souvislosti s tím i nezbytnou součinnost. Policista dále poučuje ohroženou osobu o možnosti podat návrh na vydání předběžného opatření, o možnostech využít psychologických, sociálních nebo jiných služeb v oblasti pomoci obětem domácího násilí a o případných následcích vyplývajících z uvedení vědomě nepravdivých údajů.
Do 3 dnů od vykázání provede policie i bez návrhu kontrolu, zda vykázaný dodržuje všechny povinnosti vyplývající z vykázání. Vykázání pak trvá po dobu 10 dnů, nelze je jakkoli zkrátit, a to ani se souhlasem ohrožené osoby. Podáním návrhu na vydání předběžného opatření v průběhu vykázání se navíc doba tohoto vykázání prodlužuje až do dne nabytí právní moci rozhodnutí soudu o tomto návrhu.